# Aedes axitiosus
Aedes axitiosus är en tvåvingeart som beskrevs av Kulasekera, Knight och Ralph E. Harbach 1990. Aedes axitiosus ingår i släktet Aedes och familjen stickmyggor. Inga underarter finns listade i Catalogue of Life.